# Unonopsis rufescens
Unonopsis rufescens är en kirimojaväxtart som först beskrevs av Henri Ernest Baillon, och fick sitt nu gällande namn av Robert Elias Fries. Unonopsis rufescens ingår i släktet Unonopsis och familjen kirimojaväxter. Inga underarter finns listade i Catalogue of Life.